# Henric Bäck
Henric Bäck, född 28 februari 1746 i Österlövsta församling, Uppsala län, död 19 januari 1812 i Gustavi domkyrkoförsamling, Göteborgs stad, var en svensk domkyrkoorganist i Göteborg.

## Biografi
Henric Bäck föddes 1746 i Österlövsta församling. Han var son till organisten Lorentz Bäck och Helena Stare på Lövstabruk. Bäck var elev hos organisten Henrik Philip Johnsen i Stockholm. Han var 1770–1812 domkyrkoorganist i Gustavi domkyrkoförsamling. Bäck avled 1812 av bröstsjuka i Gustavi domkyrkoförsamling och begravdes 26 januari samma år.
Jeanette Bauck studerade piano för Bäck.